# Ермолаевка (Спасский район)
Ермола́евка — деревня в Спасском районе Пензенской области России. Входит в состав Дубровского сельсовета.

## География
Деревня находится в северо-западной части Пензенской области, в лесостепной зоне, в пределах северной окраины Керенско-Чембарской возвышенности, на правом берегу реки Шелдаис, к западу от автотрассы М5, на расстоянии примерно 13 км (по прямой) к юго-востоку от города Спасск, административного центра района.

### Климат
Климат характеризуется как умеренно континентальный, с холодной зимой и умеренно жарким летом. Среднегодовая температура — 3,7 °C. Средняя температура воздуха самого холодного месяца (января) составляет −12 °C (абсолютный минимум — −45 °C); самого тёплого месяца (июля) — 19,1 °C (абсолютный максимум — 38 °С). Безморозный период длится 130 дней. Годовое количество атмосферных осадков — 538 мм, из которых большая часть выпадает в период с апреля по октябрь. Снежный покров держится в среднем 136 дней.

## Население
| 2010 |
| ---- |
| 0    |

### Национальный состав
Согласно результатам переписи 2002 года, в национальной структуре населения русские составляли 100 % из 15 чел.